# 마하를리카 FC
마하를리카 FC(영어: Maharlika Football Club)는 마닐라에 기반을 둔 필리핀의 축구 클럽으로 현재 필리핀 풋볼 리그에 소속되어 있다.

## 역사
이 클럽은 2019년에 세븐스 풋볼 리그에 있던 올스타 세븐어사이드 팀으로 창단된 이후 코로나19 범유행이 시작된 2020년에 결성되었다. 또한 이 클럽은 전 필리핀 축구 대표팀 수비수 안톤 델 로사리오가 공동 창립한 구단이기도 하다.